# Antonio Martínez Domingo
Antonio Martínez Domingo (Barcelona, 12 de junio de 1867-7 de octubre de 1942) fue un abogado y político español, alcalde de Barcelona en tres mandatos alternos entre 1919 y 1922. En el mismo periodo fue presidente del Ateneo Barcelonés.

## Biografía
Nacido en Barcelona el 12 de junio de 1867, pertenecía a una familia acomodada de terratenientes. Su padre José Martínez Álvarez era natural de Asturias y su madre Dolores Domingo Arán había nacido en La Habana. Católico militante, inició su carrera política dentro de las filas del Partido Conservador, con el que fue escogido regidor del Ayuntamiento de Barcelona en las elecciones municipales de 1897. Ocupó accidentalmente la alcaldía de Barcelona en 1900, pero el 17 de septiembre renunció en solidaridad con unos regidores municipales expedientados por el Ministerio de Gobernación.
A pesar de sus simpatías regionalistas, durante las convulsiones internas que sacudieron al Partido Conservador se alineó junto a Eduardo Dato, y fue nombrado alcalde de Barcelona en 1915-1916 y en 1917. Aun así, cuando la Asamblea de Parlamentarios se reunió en Barcelona decidió apoyarlos, se enfrentó al gobierno español y dimitió. Al mismo tiempo, en 1918 abandonó el Partido Conservador para ingresar en la Liga Regionalista, con la que fue nuevamente escogido alcalde de Barcelona entre 1919 y 1922.
En mayo de 1920 se enfrentó al gobernador militar de Barcelona, Severiano Martínez Anido, debido a una carga policial a la salida del parlamento del mariscal Josep Joffre durante la celebración de los Juegos Florales de Barcelona. Exigió entonces la dimisión del gobernador civil conde de Salvatierra. En medio del pistolerismo y los enfrentamientos entre el Sindicato Libre y la CNT, el 17 de junio de 1921 fue gravemente herido en un atentado cuando iba en coche hacia el ayuntamiento. El autor del atentado fue el militante de CNT Salvador Salsench Sala cuyo objetivo era el asesinato de Martínez Anido cuando encabezara el entierro del alcalde. Se repuso de las heridas y en mayo de 1922 dejó la alcaldía. Entonces fue elegido diputado por la Liga Regionalista en las elecciones generales españolas de 1923 pero dejó el escaño al proclamarse la dictadura de Primo de Rivera. Cuando llegó al gobierno Dámaso Berenguer y Fusté en 1930, fue nuevamente regidor del Ayuntamiento de Barcelona y delegado del Ministerio de Trabajo en Cataluña. Después de las elecciones municipales españolas de 1931 fue nombrado alcalde accidental, pero fue depuesto el mismo 14 de abril por Lluís Companys, quién desde el balcón del ayuntamiento proclamó la Segunda República en Cataluña.
Fue elegido diputado de la Liga Catalana en las elecciones al Parlamento de Cataluña de 1932, donde fue nombrado vicepresidente segundo de la Mesa del Parlamento de Cataluña y fue mediador  en numerosos asuntos de carácter jurídico o político debido a su reconocido espíritu de concordia. Durante los hechos del seis de octubre de 1934 se mantuvo al margen y cuando fue encarcelado el gobierno catalán en bloque exigió ser nombrado presidente de la Generalidad como le correspondía reglamentariamente por su condición de vicepresidente segundo.  Sin embargo fue nombrado el gobernador militar Francisco Jiménez Arenas. Como presidente del Parlamento interpuso un recurso de inconstitucionalidad contra la ley de 2 de enero de 1935 que suspendía la autonomía catalana y el parlamento, y permitía que el gobierno central decidiera la duración de la suspensión. El recurso fue resuelto por el Tribunal de Garantías Constitucional  con sentencia de 5 de marzo de 1936 que la declaró inconstitucional y permitió restablecer la legalidad del Parlamento y el gobierno de Lluís Companys después de ser amnistiado por la ley del 21 de febrero de 1936.
Al estallar la guerra civil española buscó cobijo en el extranjero, y cuando acabó el conflicto volvió a Barcelona y no participó más en política. Casado con Josefa Torres y Gener (nieta de Josep Gener y Batet) vivían en la Casa Cendoya del Paseo de Gràcia 53  de Barcelona, tuvieron varios hijos.

## Presidencia del Ateneo
Martínez Domingo fue el presidente del Ateneo Barcelonés entre 1920-1922, durante dos mandatos consecutivos, y por lo tanto coincidiendo con el cargo de alcalde. Contó en su junta con personajes destacados de la conocida como «Peña Grande», como Joaquim Borralleras, que fue secretario de la junta. Después de un periodo convulso, su mandato fue tendente a la estabilidad dentro de la inestabilidad social imperante. Es un periodo en que se producen algunas conferencias destacadas como la del doctor Adrien Karl sobre la radiactividad; del poeta Andrée de Brugière con un contenido sobre la autonomía intelectual de Cataluña; del escritor Jules Romains o del filósofo Bertrand Russell que habló sobre la situación social e internacional.